# وارينا حسين
وارينا حسين هي ممثلة وعارضة أزياء أفغانية تمثل في بوليوود ولدت في يوم 23 فبراير 1999 في كابُل لأب من أصل كردي عراقي وأم أفغانية، بدأت التمثيل في سنة 2018. وهي تتقن اللغتين الهندية والغوجاراتية.

## وصلات خارجية
- وارينا حسين على موقع IMDb (الإنجليزية)